# Плитт, Густав Леопольд
Гу́став Леопо́льд Плитт (нем. Gustav Leopold Plitt; 27 марта 1836, Генин  — 10 сентября 1880, Эрланген) — немецкий протестантский богослов, философ, историк, преподаватель и писатель.

## Биография
Родился в находившейся около города  Любека деревне Генин (в настоящее её территория является частью города). Его отец, Карл Густав Плитт (1808-1878), был пастором церкви Святого Георгия в Генине.
Своё первое образование Густав получил в родительском доме, а затем учился в средней школе в Любеке, которую окончил в 1854 году. Затем изучал протестантское богословие в Эрлангенском университете. В 1856/1857 учебном году посещал Берлинский университет, а затем вернулся в Эрланген. Во время учёбы стал в 1854 году членом христианской студенческой корпорации: нем. «C. St. V. Uttenruthia Erlangen».
В 1858 году сдал кандидатский экзамен в родном городе Любеке, в 1861 году стал лиценциатом богословия. В январе 1862 году прошёл хабилитацию, защитив диссертацию на тему: нем. De auctoritate articulorum Smalcaldicorum symbolica, и стал приват-доцентом на богословском факультете в Эрлангене;  В 1867 году он стал экстраординарным профессором; 7 декабря 1872 года Дерптский университет присвоил Плитту звание почётного доктора богословия; в 1875 году он получил кафедру церковной истории и теологической энциклопедии в Эрлангенском университете. 
В 1877 году входил в редколлегию второго издания энциклопедии нем. «Realenzyklopädie für protestantische Theologie und Kirche». Главным объектом научного исследования Плитта была реформация.
За участие во франко-прусской войне был награждён орденом Короны 4-й степени с красным крестом, медалью «За заслуги в годы 1870-71 годов», памятной медалью о войне 1870-71 годов.
С 1866 года он был женат на Сесилии Джулии Полине Шеллинг, внучке Фридриха Вильгельма Йозефа Шеллинга.
Умер 10 сентября 1880 года.